# WSG Sportfreunde Knurow
Die WSG Sportfreunde Knurow war während des Zweiten Weltkriegs ein Fußballverein aus der Stadt Knurów.

## Geschichte
Die WSG stieg zur Saison 1941/42 aus der 2. in die 1. Klasse Oberschlesien auf. In der Abteilung 1 eingegliedert, erreichte die Mannschaft in ihrer ersten Saison bereits mit 34:6 Punkten den ersten Platz der Tabelle. Dadurch qualifizierte sich die Mannschaft für die Aufstiegsrunde und schloss dann diese auch mit 15:5 Punkten auf dem ersten Platz ab. Bedingt durch diesen Platz durfte dann der Verein zur nächsten Saison auch in die Gauliga Oberschlesien aufsteigen. In dieser Spielzeit erreichte die Mannschaft gleich nach 16 gespielten Spielen mit 19:13 Punkten am Ende den dritten Platz der Tabelle. Nach der Saison 1943/44 hatte der Verein nach 18 gespielten Spielen 16:20 Punkten und war damit auf dem sechsten Platz platziert. Danach zog sich die Mannschaft jedoch aus der Gauliga zurück. Ob die Mannschaft danach noch einmal am Spielbetrieb einer unteren Klasse teilgenommen hat, ist nicht bekannt. Durch die Kapitulation des Deutschen Reichs am Ende des Zweiten Weltkriegs sowie der Annektierung von Oberschlesien durch die Sowjetunion wurde der Verein spätestens dann auch aufgelöst.